# Coleomyia sculleni
Coleomyia sculleni là một loài ruồi trong họ Asilidae. Coleomyia sculleni được Wilcox & Martin miêu tả năm 1935. Loài này phân bố ở vùng Tân Bắc giới.